# Buffalo Wild Wings
A Buffalo Wild Wings (originalmente Buffalo Wild Wings & Weck, e apelidado de BW3, BDubs ou BWW) é uma franquia americana de restaurantes e bares esportivos nos Estados Unidos, Índia, México, Panamá, Filipinas, Arábia Saudita, Bahrein, Omã e Emirados Árabes Unidos, especializada em Buffalo wings e molhos.
Em novembro de 2020, a empresa tinha 1.279 estabelecimentos em todos os 50 estados dos Estados Unidos e em Washington, D.C.. A empresa é operada a partir de Sandy Springs, Geórgia, sede de sua empresa controladora, a Inspire Brands, ao norte do centro de Atlanta. No entanto, a Inspire ainda mantém um centro de suporte em Minneapolis, Minnesota, local de sua sede anterior.

## História
A Buffalo Wild Wings & Weck foi fundada em 1982 por Jim Disbrow e Scott Lowery. Os pais de Lowery haviam se tornado tutores de Disbrow, pois eram seus treinadores de patinação artística. Depois que Disbrow terminou uma competição de patinação artística amadora na Kent State University, os dois se reuniram para comer asas de frango ao estilo de Buffalo. Como não conseguiram encontrar um restaurante que as servisse, decidiram abrir seu próprio restaurante. O primeiro restaurante foi inaugurado com o nome Buffalo Wild Wings & Weck, próximo à Kent State University, em Columbus, e servia asas de frango e carne bovina no weck.
A empresa começou a franquear em 1992 em parceria com a Francorp, um escritório de advocacia com sede em Chicago. A taxa de franquia original era de US$ 15.000 a US$ 20.000, mais uma porcentagem das vendas. Na época, os molhos engarrafados eram fabricados pela Wilsey, Inc., de Atlanta. A primeira sede da empresa foi estabelecida em Cincinnati, em 1992, que mais tarde foi transferida para Minneapolis e, finalmente, para Sandy Springs. Em 1993, mais oito locais foram adicionados, principalmente em Ohio. O centésimo local foi aberto em 1999, depois que a empresa decidiu, um ano antes, operar apenas com o nome Buffalo Wild Wings. A expansão para o Canadá ocorreu em 2010 e o primeiro restaurante foi aberto em Dubai em 2015.
Em novembro de 2017, o Roark Capital Group e a The Wendy's Company, co-proprietários do Arby's Restaurant Group, anunciaram seu plano de comprar a cadeia por aproximadamente US$ 2,4 bilhões mais dívidas. Esse negócio foi concluído em 5 de fevereiro de 2018, com o Arby's Restaurant Group renomeado para Inspire Brands e estabelecido como a holding da Arby's, Buffalo Wild Wings e R Taco. A Inspire Brands pretende que cada restaurante mantenha suas marcas, nomes e logotipos individuais e opere de forma autônoma.

## Conceito
A cadeia é mais conhecida pelas asas de frango no estilo Buffalo, com vários molhos, bem como outros produtos de frango, como filés e coxas, além de acompanhamentos, aperitivos e sobremesas. A cadeia ocasionalmente tem promoções competitivas, como um desafio para comer dez asas em menos de cinco minutos. Os restaurantes apresentam um layout aberto com uma área de bar e assentos no pátio ladeados por televisores e telas de mídia. Alguns novos restaurantes seguem um novo layout que supostamente faz com que os clientes se sintam em um estádio esportivo.

## Galeria

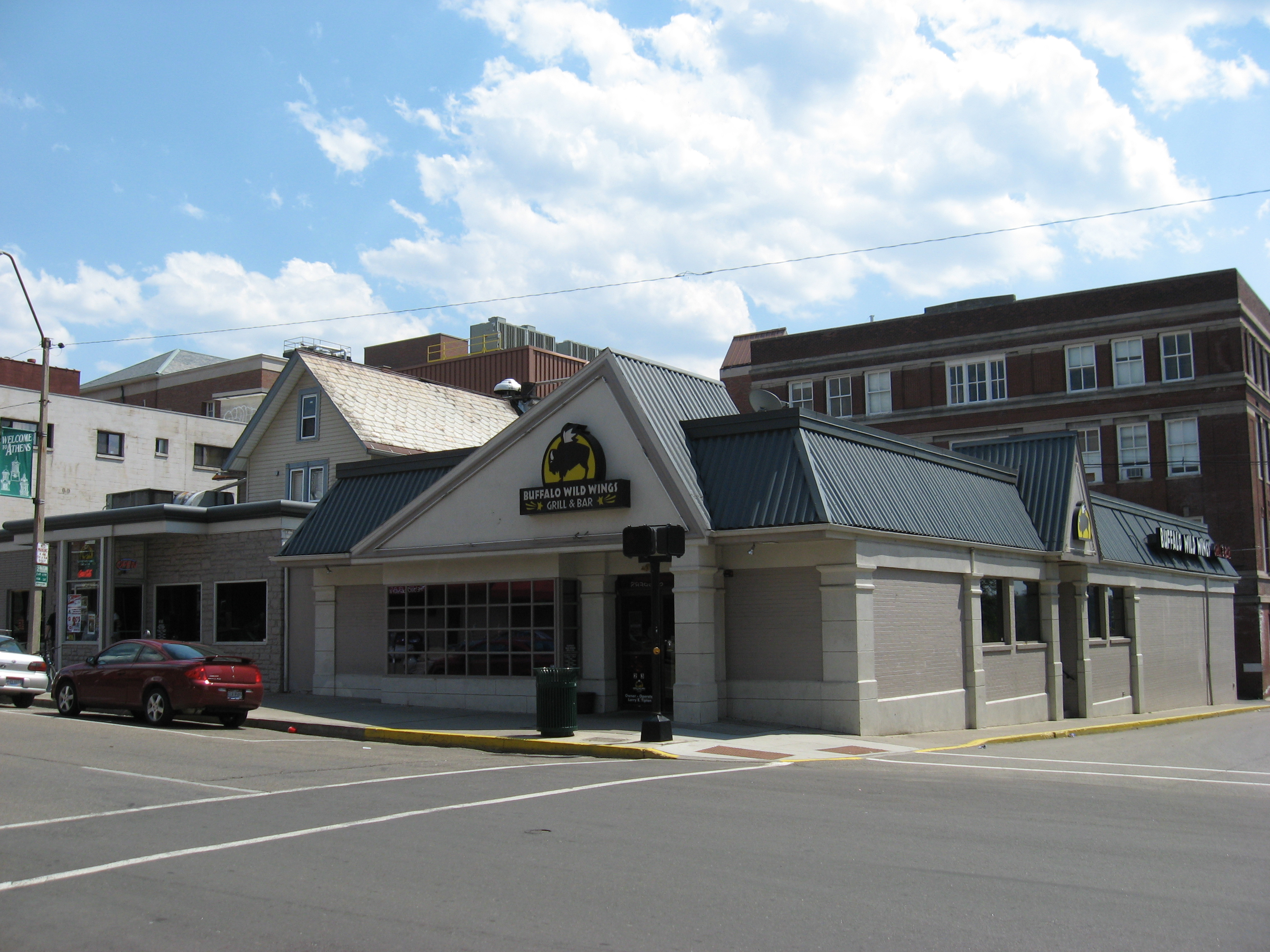
Estabelecimento da Buffalo Wild Wings em Athens, Ohio
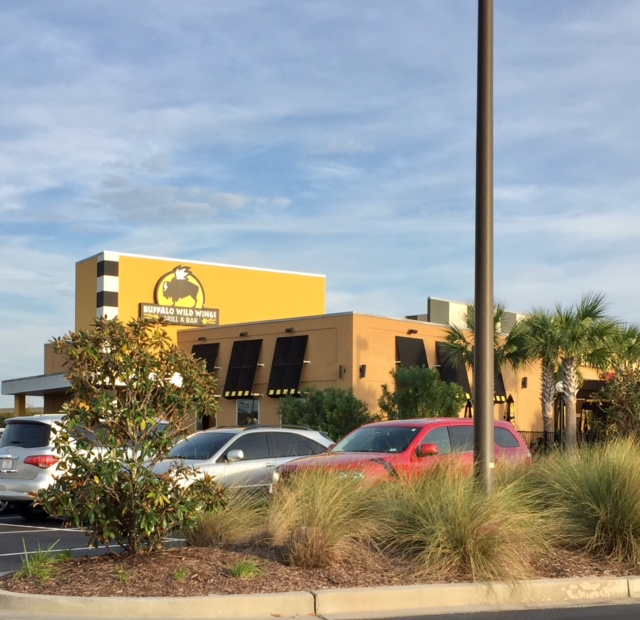
Exterior de um estabelecimento da Buffalo Wild Wings em Carolina Forest, Carolina do Sul
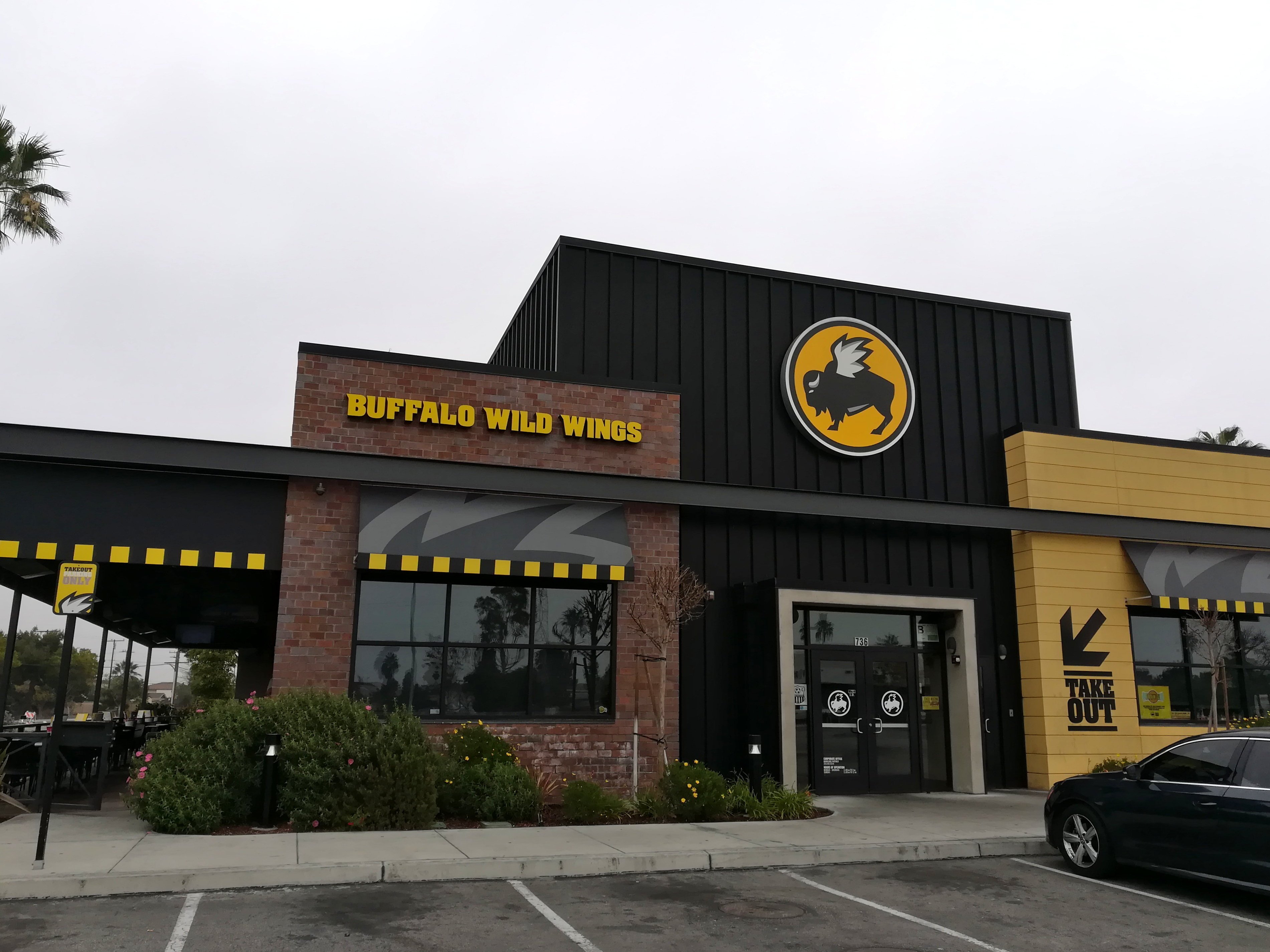
Um estabelecimento da Buffalo Wild Wings em Carson, Califórnia
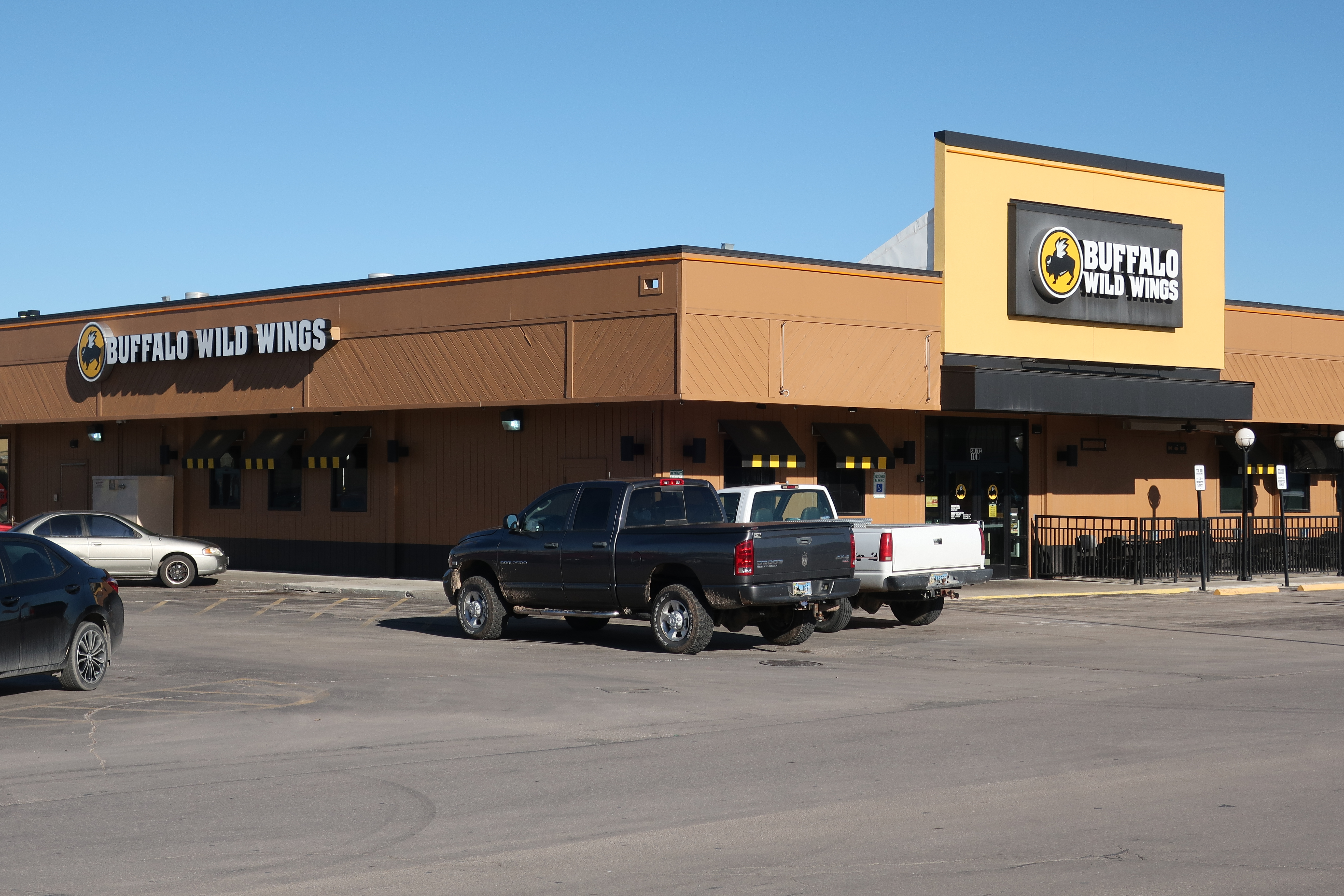
Um estabelecimento da Buffalo Wild Wings em Gillette, Wyoming
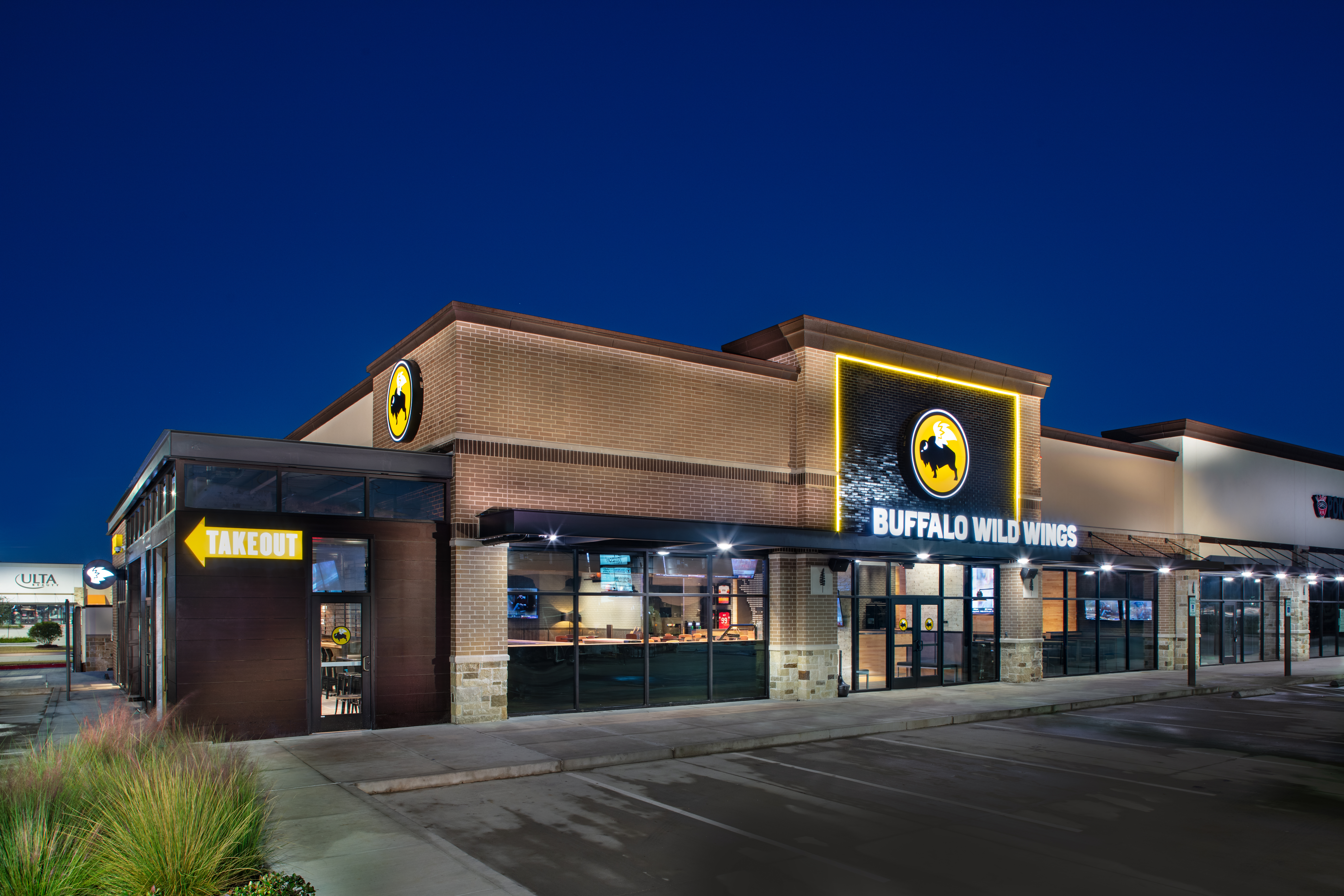
Um bar esportivo da Buffalo Wild Wings localizado em New Caney, Texas
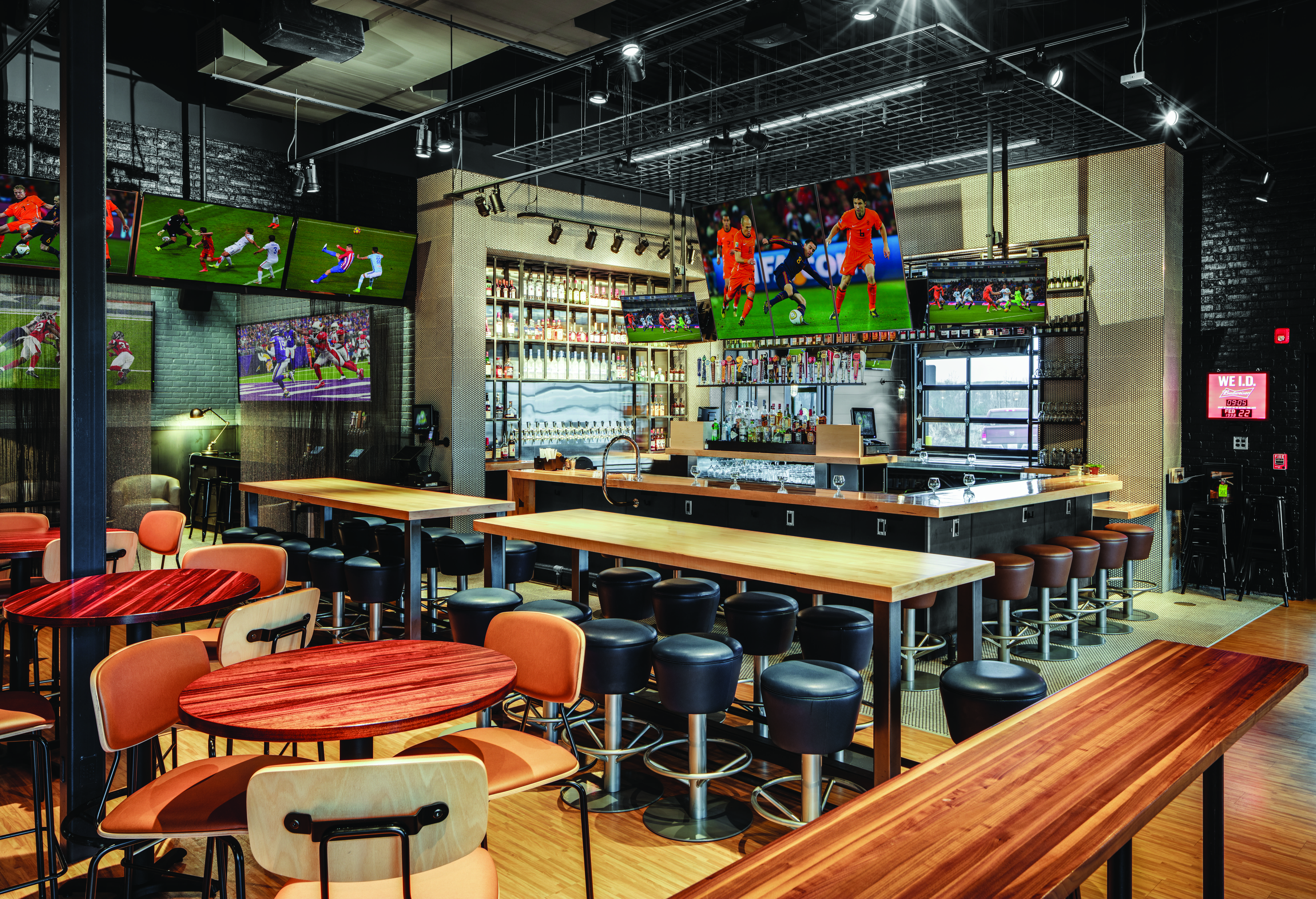
Interior de um bar esportivo da Buffalo Wild Wings em Arden, Carolina do Norte